# Ultimate Fighting Championship
La Ultimate Fighting Championship (sigla UFC) è un'organizzazione di arti marziali miste (MMA) statunitense. È la più importante organizzazione nel campo delle MMA a livello globale. La sede della società è a Las Vegas, è guidata dalla Endeavor ed è stata fondata da Art Davie, Rorion Gracie, Robert Meyrowitz e Ayoub(QF).
La UFC iniziò ad operare in occasione di un torneo organizzato per individuare il miglior combattente del mondo, di qualsiasi stile di lotta, seguendo le regole della vale tudo brasiliana. Con un numero estremamente limitato di regole, la UFC divenne inizialmente nota per i suoi combattimenti senza esclusione di colpi e per la brutalità di pugni, calci, ginocchiate, testate che i lottatori s'infliggono reciprocamente. Pressioni molto forti da diversi ambienti spinsero la UFC nel sottobosco degli sport da combattimento, decretando anche la fine della trasmissione degli eventi in pay-per-view e conseguentemente riducendone la visibilità.
La UFC seppe ricreare sé stessa adottando regole più severe, legandosi a commissioni atletiche e autoindicandosi come legittima promotrice di sport da combattimento. Lasciandosi alle spalle l'etichetta di organizzazione priva di regole e portando la bandiera delle arti marziali miste, è riemersa dall'isolamento diventando socialmente più accettabile, riguadagnando spazi in pay-per-view e promuovendo spettacoli su emittenti televisive in chiaro. Negli Stati Uniti è possibile seguire la UFC su ESPN; gli spettacoli della UFC sono inoltre trasmessi in oltre 150 paesi del mondo e si sono tenuti non solo su suolo statunitense ma anche in più di 10 differenti nazioni.
La UFC utilizza il regolamento in vigore nello stato che ospita l'evento, il più diffuso è il regolamento unificato delle MMA, creato dalla commissione del Nevada nel 2017. I combattimenti avvengono in una gabbia ottagonale.
È stata premiata Promotion of the Year ai Fighters Only World MMA Awards nel 2008, 2009, 2010, 2011, 2012 e 2013, Best MMA Brand nel 2008 e Best MMA Gloves Manufacturer nel 2009; è stata anche premiata Promotion of the Year come miglior organizzazione di MMA femminili ai Women's Mixed Martial Arts Awards nel 2013 e nel 2014.

## Storia

### Origini e primi anni

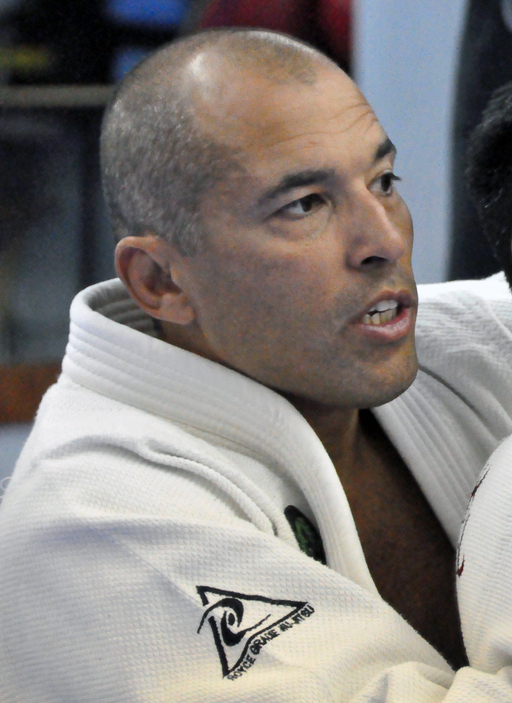
Royce Gracie utilizzò il jiu jitsu brasiliano nei primi anni dell'UFC per sconfiggere avversari di stazza e forza maggiori

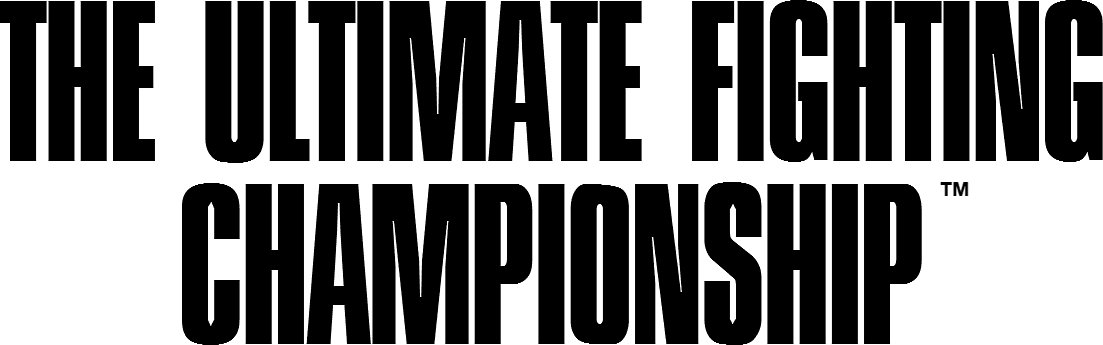
Il primo logo dell'UFC, utilizzato dal 1993 al 1999

Art Davie propose a Rorion Gracie e John Milius un torneo di otto uomini ad eliminazione chiamato War of the Worlds. Il torneo era ispirato dalla serie video Action prodotta dalla famiglia brasiliana Gracie che includeva gli studenti della Gracie Jiu-Jitsu che sconfiggevano maestri di arti marziali di varie discipline come karate, Taekwondo e kickboxing. Il torneo avrebbe incluso artisti marziali di diverse discipline che si affrontavano l'un l'altro in combattimenti "no-holds-barred", cioè senza regole, per determinare la migliore arte marziale e avrebbe dovuto replicare l'eccitazione dei match che Davie aveva visto in video. John Milius, un noto regista e sceneggiatore cinematografico, oltre che uno studente dei Gracie, acconsentì ad essere il direttore creativo dell'evento. Davie stilò il piano di business e ventotto investitori contribuirono al capitale iniziale dando vita alla WOW Promotions con l'obiettivo di sviluppare il torneo all'interno di un circuito televisivo.
Nel 1993 la WOW Promotions ricercò un partner televisivo e contattò i produttori di pay per view TVKO (HBO), SET (Showtime) e il Semaphore Entertainment Group (SEG). Sia TVKO che SET declinarono la proposta ma SEG, un pioniere della televisione in pay per view che aveva già prodotto eventi anticonformisti come un match di tennis misti tra Jimmy Connors e Martina Navrátilová, divenne il partner di WOW nel maggio 1993. SEG contattò l'art-director di film e video Jason Cusson per disegnare il caratteristico "ottagono", un marchio di fabbrica dell'evento. Cusson rimase il designer di produzione fino a UFC 27. SEG ideò il nome per lo show di The Ultimate Fighting Championship.
WOW Promotions e SEG produssero il primo evento, in seguito ribattezzato UFC 1, alla McNichols Sports Arena a Denver, Colorado il 12 novembre 1993. Art Davie funse da booker dello show e da organizzatore dei match. La trasmissione televisiva includeva i kickboxer Patrick Smith e Kevin Rosier, il savate fighter Gerard Gordeau, l'esperto di karate Zane Frazier, lo shootfighter Ken Shamrock, il lottatore di sumo Teila Tuli, il boxer Art Jimmerson e la cintura nera di Brazilian Jiu-Jitsu Royce Gracie, fratello minore dello stesso Rorion che lo inviò in rappresentanza della famiglia nella competizione. Lo show divenne un successo istantaneo con 86.592 acquisti in pay per view.
Lo show si era proposto di rispondere all'interrogativo dei fans sportivi: "Può un wrestler battere un boxer?" Come in molte arti marziali all'epoca, i combattenti avevano tipicamente abilità in una sola disciplina e avevano poca esperienza contro avversari con diverse abilità. Le abilità nelle sottomissioni di Royce Gracie si dimostrarono le più efficaci nel torneo inaugurale, facendogli vincere il primo torneo UFC di sempre.
Ad ogni modo, i promotori dello show non avevano nelle loro intenzioni quella di creare il precursore di una serie di eventi. "Quello show avrebbe dovuto rimanere l'unico" disse il successivo presidente dell'UFC Dana White. "Esso vendette così bene in pay per view che decisero di farne un altro, e un altro. Mai, nemmeno dopo un milione di anni, quei ragazzi avrebbero creduto di aver creato uno sport".
Con nessuna classe di peso stabilita, i lottatori spesso affrontavano avversari significativamente più pesanti o alti. Per esempio, Keith Hackney combatté contro Emmanuel Yarborough a UFC 3 nonostante avesse 23 centimetri e 180 chili in meno. Molti artisti marziali credevano che le loro tecniche avrebbero potuto compensare il deficit di taglia e che un abile fighter avrebbe potuto usare la stazza e la forza di un opponente contro di lui. Quando, con i suoi 79 kg, Royce Gracie vinse tre dei primi quattro eventi, l'UFC provò velocemente che la taglia non avrebbe determinato il risultato di un combattimento.
Durante questo primissimo periodo dell'organizzazione, l'UFC mise in mostra un notevole numero di differenti stili e lottatori. Oltre ai già citati Royce Gracie, Ken Shamrock e Patrick Smith, le competizioni inclusero partecipanti come il futuro hall of famer Dan Severn, Marco Ruas, Gary Goodridge, Don Frye, Kimo Leopoldo, Oleg Taktarov e Tank Abbott.
Nell'aprile 1995, in seguito a UFC 5 a Charlotte, Carolina del Nord, Davie e Gracie vendettero i loro diritti di proprietà alla SEG e sciolsero la
WOW Promotions. Davie continuò a lavorare per la SEG sia come booker degli show e organizzatore dei match che come commissioner dell'Ultimate Fighting, fino al dicembre 1997.

### Emergenza e necessità di regole più severe

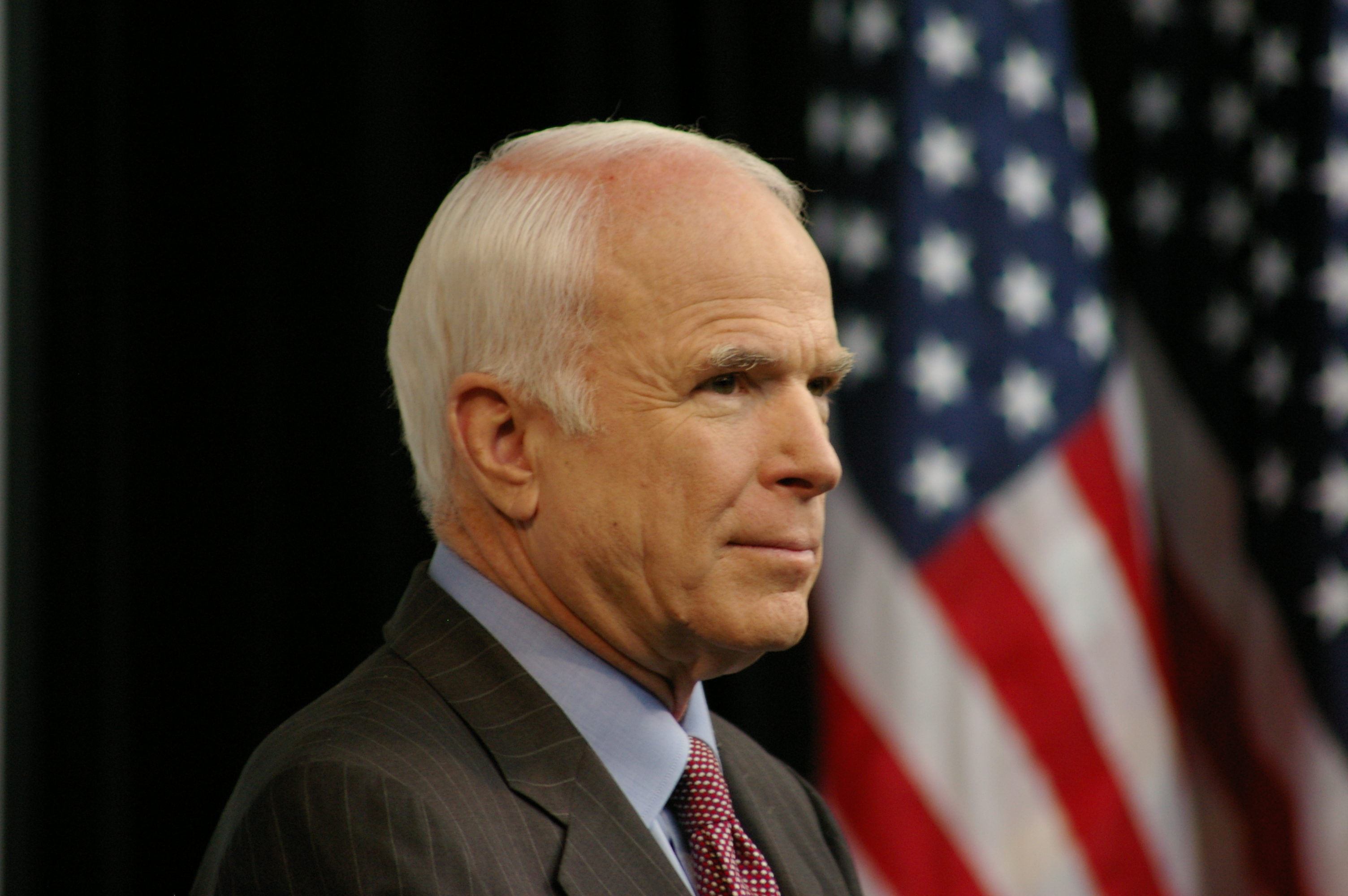
Prima della riforma, il senatore John McCain si oppose con forza all'UFC.

La natura violenta del nuovo fiorente sport lo portò presto all'attenzione delle autorità degli Stati Uniti. L'UFC aveva fatto proprie le tecniche mostrate nei film di arti marziali e dei gladiatori romani, influenzando a loro volta l'immaginario collettivo americano. Il senatore dell'Arizona, il repubblicano John McCain, vide un video dei primi eventi UFC trovandoli subito ripugnanti. McCain stesso guidò una campagna per bandire l'UFC, chiamandola "human cockfighting", combattimenti di galli umani, e spedendo lettere ai governatori di tutti i cinquanta stati degli Stati Uniti, chiedendo loro di bandire tali eventi.
Trentasei stati emanarono leggi che bandirono i combattimenti "senza regole" incluso quello di New York, che mise in vigore il bando alla vigilia di UFC 12, costringendo a spostare l'evento a Dothan, Alabama. L'UFC continuò ad andare in onda su DirecTV PPV ma la sua audience era rimasta minuscola rispetto all'epoca delle grandi piattaforme in pay per view via cavo.

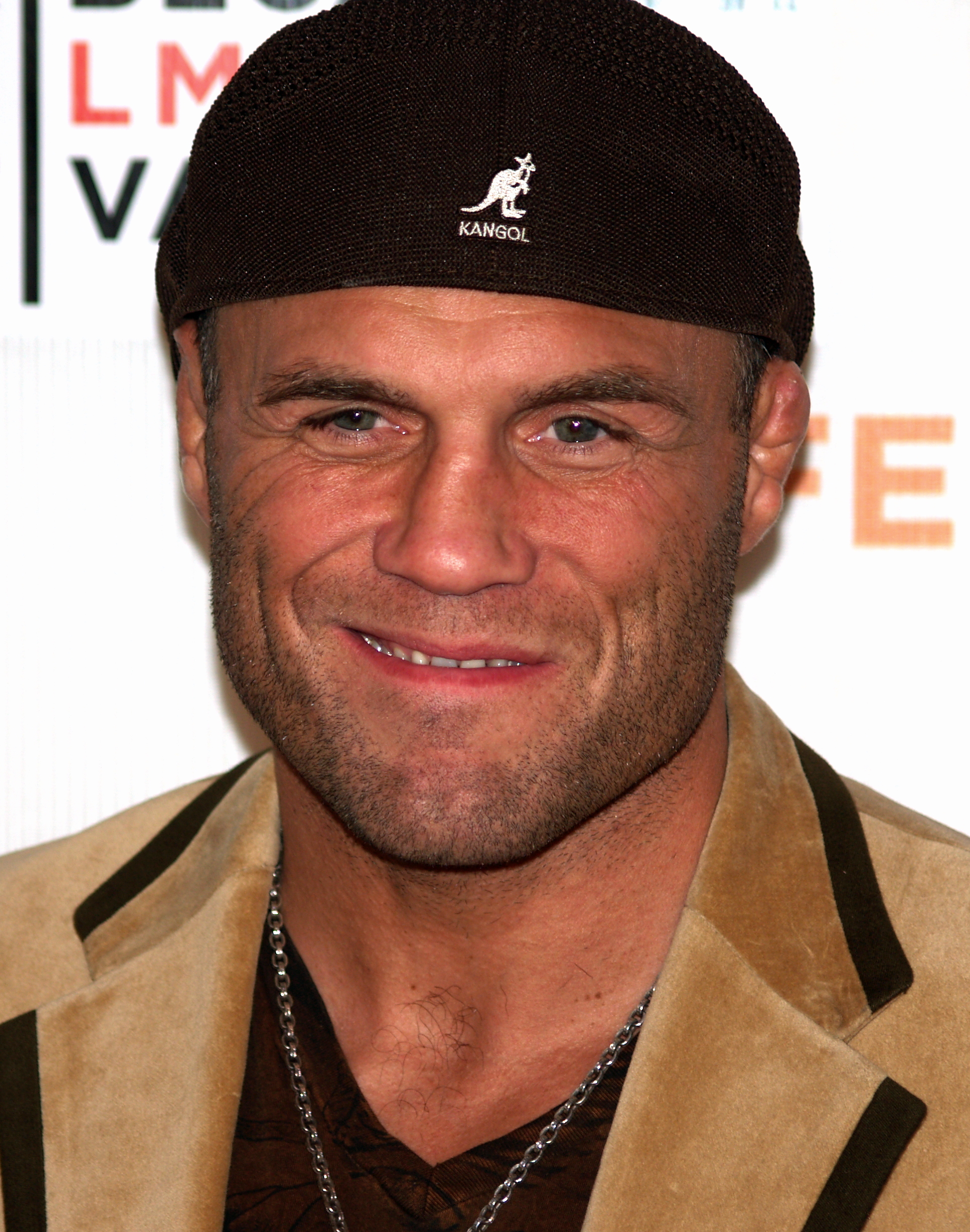
L'UFC Hall of Famer Randy "The Natural" Couture debuttò nel 1997 mentre era in corso la riforma dell'UFC

In risposta alle critiche, l'UFC incrementò la sua cooperazione con le commissioni atletiche dei vari stati e ridefinì le sue regole per rimuovere gli elementi più sgradevoli dei suoi combattimenti, mantenendo invece il suo nucleo di elementi basati sulla lotta in piedi e a terra. UFC 12 vide l'introduzione di diverse classi di peso e venne vietato il cosiddetto fish-hooking. Ad UFC 14 i guanti divennero obbligatori e vennero vietati i calci alla testa mentre l'avversario era a terra o in ginocchio. UFC 15 vide limitazioni al tiro dei capelli e vennero vietati i colpi dietro la schiena e il collo, le testate, le manipolazioni alle articolazioni minori e i colpi all'inguine. Ad UFC 21 vennero introdotti i round di cinque minuti e l'UFC gradualmente ridefinì sé stessa come uno sport più che uno spettacolo.
Mentre l'UFC continuò il lavoro con le commissioni atletica, gli eventi prendevano luogo in mercati statunitensi minori come Iowa, Mississippi, Louisiana, Wyoming e Alabama. SEG non poté assicurare le trasmissioni video da UFC 23 a UFC 29. Con le altre organizzazioni di arti marziali miste che lavoravano per l'omologazione negli Stati Uniti, l'International Fighting Championships (IFC) promosse il primo evento di MMA ratificato che ebbe luogo il 30 settembre 2000 nel New Jersey. Dopo soli due mesi, l'UFC tenne il suo primo evento omologato, UFC 28, sotto l'egida delle "Regole unificate" del Tavolo della Commissione di Controllo dello stato del New Jersey.
Così come le regole dell'UFC iniziarono ad evolversi, così fece il suo parco combattenti. Lottatori degni di nota che emersero in quest'epoca includono gli hall of famers Mark Coleman, Randy Couture, Chuck Liddell e Matt Hughes, così come sono degni di menzione Vítor Belfort, Mark Kerr, Pedro Rizzo, Tito Ortiz, Murilo Bustamante, Pat Miletich,A. Pratt, Frank Shamrock, Mikey Burnett, Jeremy Horn, Pete Williams, Jens Pulver, Evan Tanner, Andrei Arlovski e Wanderlei Silva, tra gli altri.

### L'era Zuffa
Dopo la lunga battaglia per assicurarsi il riconoscimento ufficiale, SEG era sull'orlo della bancarotta quando i proprietari dei casinò Station, Frank e Lorenzo Fertitta e il loro socio d'affari Dana White li contattarono nel 2000, con un'offerta di acquisto dell'UFC. Un mese dopo, nel gennaio 2001, i fratelli Fertitta acquistarono la federazione per 2 milioni di dollari e crearono Zuffa LLC, la nuova società controllante dell'UFC.
"Avevo i miei procuratori che dicevano che ero pazzo perché non stavo comprando nulla. Stavo pagando 2 milioni di dollari e loro mi stavano dicendo 'In cosa ti stai buttando?'" rivelò Lorenzo Fertitta alla rivista Fighter's Only, ricordando la mancanza di risorse che acquisì nella transazione. "E io dissi: 'Ciò che voi non capite e che io mi sto buttando nella cosa più di valore che potrei mai avere, che sono queste tre lettere: UFC. Quello è ciò che farà funzionare quest'affare. Tutti conoscono quel marchio, sia che gli piaccia o meno, di fronte ad esso hanno una reazione."
Con in mano l'accordo con la Commissione Atletica del Nevada (di cui Lorenzo Fertitta era stato un precedente membro), la Zuffa si assicurò il riconoscimento ufficiale nel Nevada nel 2001. Poco dopo, l'UFC tornò nei pay per view della tv via cavo con l'evento UFC 33 che comprendeva tre match per il titolo.

### Lotta per la sopravvivenza e punto di svolta
L'UFC lentamente, ma stabilmente, crebbe in popolarità dopo l'acquisto da parte della Zuffa, dovuto in parte al grande sforzo pubblicitario, alla sponsorizzazione con grosse aziende, al ritorno dei pay per view su via cavo e la conseguente vendita di videocassette e DVD.
Con grandi location dove svolgere gli eventi live come la Trump Taj Mahal e l'MGM Grand Garden Arena, l'UFC si assicurò il suo primo accordo televisivo con Fox Sports Net. Il programma Best Damn Sports Show Period mostrò i primi match di arti marziali miste sulla tv via cavo americana nel giugno 2002, così come il main event di UFC 37 tra Chuck Liddell e Vitor Belfort. In seguito FNS trasmise show dell'UFC, includendo un blocco di quattro ore con i migliori match della federazione.
UFC 40 si dimostrò essere un evento cruciale per l'era Zuffa. L'evento fece il tutto esaurito alla MGM Grand Arena e registrò 150.000 acquisti in pay per view, un dato tre volte superiore ai precedenti eventi Zuffa. L'evento comprendeva una card guidata dall'anticipatissimo match per il titolo tra Tito Ortiz, l'attuale campione pesi massimi leggeri e l'ex UFC Superfight Champion Ken Shamrock, che aveva precedentemente lasciato il wrestling professionistico nella WWE per tornare alle arti marziali miste. Quella fu la prima volta che la federazione ottenne un tale riscontro di immagine da quando era stata confinata nel limbo degli sport da combattimento nel 1997. UFC 40 ottenne le attenzioni del grande pubblico anche grazie ai massicci servizi di grandi media sportivi e non come ESPN e USA Today, qualcosa che era stato totalmente imprevedibile per le arti marziali miste fino a quell'epoca. Molti suggerirono che il successo di UFC 40 e la pubblicità per Ortiz contro Shamrock abbiano salvato l'UFC dal fallimento; i dati di acquisto dei precedenti show della Zuffa era in media attorno ai 45.000 per evento e la compagnia stava soffrendo delle grosse perdite di denaro. Il successo di UFC 40 fornì un barlume di speranza all'UFC e tenne viva la speranza che le arti marziali miste avrebbero potuto diventare grandi. Molto tempo dopo, l'arbitro dell'UFC "Big" John McCarthy disse che sentì UFC 40 come il punto di svolta sul fatto che le MMA avessero potuto o meno sopravvivere in America: "Quando ci fu lo show (UFC 40), onestamente sentii che ce la potevamo fare. Nel corso degli anni ne erano successe di cose e tutto sembrava nero. È sembrato sempre come se ogni volta fosse l'ultima, questa è la fine. Quello sarebbe stato l'ultimo anno. Ma, quando entrai nell'ottagono a UFC 40, ricordo che ero lì prima del combattimento Ortiz/Shamrock e mi guardavo in giro. L'energia di quel combattimento era fenomenale, e fu la prima volta che dissi onestamente, ce la facciamo"
Malgrado il successo di UFC 40, la federazione stava ancora subendo deficit finanziari. Alla fine del 2004, Zuffa aveva 34 milioni di dollari di perdite dall'acquisto dell'UFC. I fighter che acquisirono vittorie e notorietà in questo periodo successivo al cambio di proprietà includono Georges St-Pierre, Rich Franklin, B.J. Penn, Sean Sherk, Matt Serra, Ricco Rodriguez, Robbie Lawler, Frank Mir, Karo Parisyan e Nick Diaz.

### The Ultimate Fightere la necessità di avvicinarsi al grande pubblico

Logo del reality show The Ultimate Fighter

Affrontando la prospettiva di arrestare la propria crescita, l'UFC uscì dai canoni delle trasmissioni in pay per view e fece un'incursione nella televisione. Dopo aver partecipato a un reality televisivo, American Casino, e vedendo quanto bene la serie avesse funzionato come veicolo promozionale, i fratelli Fertitta svilupparono l'idea che anche l'UFC dovesse avere il suo reality.
La loro idea, The Ultimate Fighter (TUF), un reality televisivo con la presenza di fighter di arti marziali miste in competizione tra loro per un contratto di sei incontri con l'UFC, con i combattenti che venivano eliminati dalla competizione attraverso dei match, fu portata a diversi network ma tutti rifiutarono apertamente l'idea. Spike TV invece accettò la proposta offrendosi di pagare i 10 milioni di dollari dei costi di produzione.
Nel gennaio 2003, Spike TV lanciò TUF in un orario che seguiva la trasmissione di WWE Raw. Lo show divenne un successo istantaneo, culminando in una spettacolare puntata finale con il match tra Forrest Griffin e Stephan Bonnar che diedero vita a un incontro epico. La vittoria andò a Griffin ma l'UFC offrì immediatamente un contratto anche a Bonnar. In seguito Dana White disse che quell'evento aveva salvato l'UFC.
Sull'onda del successo del match finale tra Griffin e Bonnar, una seconda stagione di The Ultimate Fighter fu lanciata nell'agosto e altre due stagioni furono trasmesse nel 2006. Tuttora Spike TV e l'UFC continuano a creare e trasmettere nuove stagioni.
In seguito al successo di The Ultimate Fighter, Spike lanciò UFC Unleashed, un programma settimanale di un'ora contenente incontri selezionati dagli eventi precedenti. Spike inoltre firmò per trasmettere in diretta UFC Fight Night, una serie di eventi di combattimenti che debuttò nell'agosto 2005, e trasmissioni speciali con i conti alla rovescia per promuovere le imminenti card dei successivi pay per view
Dopo il successo delle trasmissioni su Spike e con l'imminente annuncio della nuova partnership dell'UFC con Fox, Spike comunicò la fine della sua collaborazione con l'UFC: "La stagione numero 14 di The Ultimate Fighter sarà la nostra ultima... La nostra partnership di 6 anni con l'UFC è stata di incredibile beneficio per entrambi i nostri marchi e gli auguriamo tutto il meglio per il futuro."
Con l'annuncio della collaborazione tra UFC e Fox nell'agosto 2011, The Ultimate Fighter che iniziò il debutto della quattordicesima stagione a settembre, traslocò sul network FX mentre dalla quindicesima stagione, a partire dalla primavera 2012, sarà trasmesso il venerdì notte. Il nuovo formato porterà lo show in una direzione completamente diversa, con i lottatori che staranno nel programma per 13 settimane totale e con un'eliminazione ogni venerdì notte trasmessa da FX.

### Impennata di popolarità e crescita

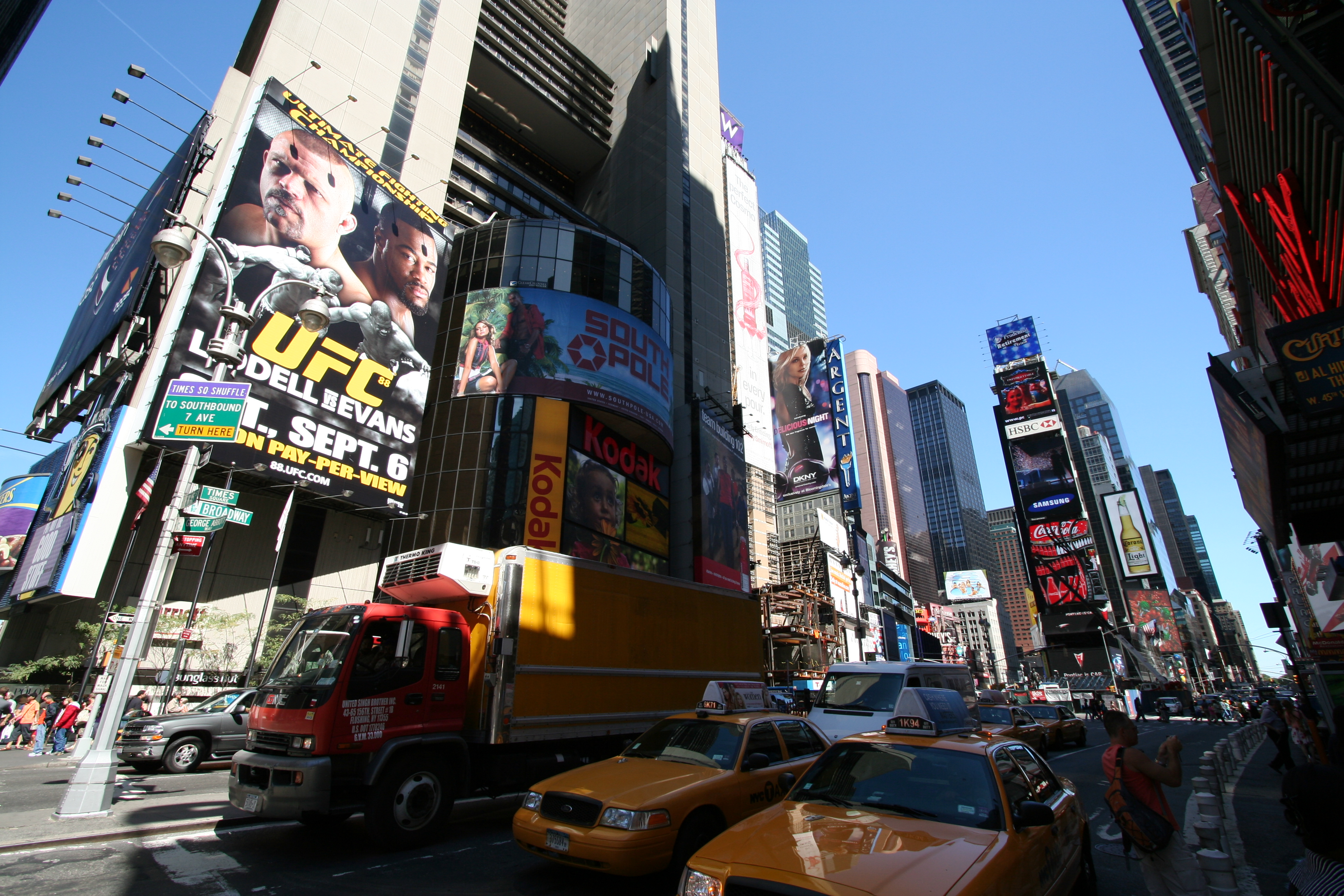
New York Times Square: pubblicità di UFC 88 con Chuck Liddell vs. Rashad Evans

Grazie all'aumentata crescita di visibilità, gli acquisti dei pay per view esplosero. UFC 52, il primo evento dopo la prima stagione di Ultimate Fighter, con la partecipazione del futuro hall of famer Chuck "The Iceman" Liddell desideroso di vendicare la sua precedente sconfitta con l'altro futuro hall of famer Randy Couture, fece registrare la vendita di 300.000 acquisti in pay per view, raddoppiando il precedente record appartenente a UFC 40. In seguito alla seconda stagione di The Ultimate Fighter, la federazione iper-pubblicizzò la nuova sfida tra Liddell e Couture vendendo 410.000 pay per view di UFC 57.
Per il resto del 2006, gli acquisti di pay per view toccarono vette stellari con 620.000 acquisti per UFC 60: Hughes contro Gracie, con la prima presenza in un combattimento della federazione di Royce Gracie dopo 11 anni, e 775.000 acquisti per l'anticipatissimo rematch tra Ken Shamrock e Tito Ortiz, gli allenatori di The Ultimate Fighter 3. L'organizzazione raggiunse una nuova pietra miliare registrando un milione di acquisti per il rematch tra Ortiz e Liddell a UFC 66.
L'impennata di popolarità spinse l'UFC a potenziare il suo team esecutivo. Nel marzo 2006 venne annunciata l'assunzione di Marc Ratner, ex direttore esecutivo della Commissione Atletica del Nevada, come vicepresidente dei Regulatory Affairs. Ratner, un tempo alleato del senatore McCain contro i combattimenti no holds barred, divenne un catalizzatore per l'emergenza di riconoscere le arti marziali miste negli Stati Uniti. Ratner continuò ad istruire numerose commissioni atletiche per aiutare ad aumentare la considerazione dell'UFC nei media nel tentativo di legalizzare la giurisdizione delle arti marziali miste dentro e fuori dagli Stati Uniti.
Nel dicembre 2006, Zuffa acquistò la compagnia nord-californiana World Extreme Cagefighting (WEC) per fermare l'International Fight League (IFL) dal concludere un accordo con Versus. All'epoca l'UFC aveva un accordo in esclusiva con Spike, così l'acquisto della WEC permise a Zuffa di bloccare l'IFL da Versus senza violare il loro contratto. Nella WEC combattevano categorie di peso più leggere rispetto all'UFC, fighter di nota erano Urijah Faber, Jamie Varner, Benson Henderson, Donald Cerrone, Anthony Pettis, Eddie Wineland, Miguel Angel Torres, Mike Thomas Brown, Leonard Garcia, Brian Bowles, Dominick Cruz e José Aldo.
Nel dicembre 2006, Zuffa acquisì la propria rivale cittadina a Las Vegas, la World Fighting Alliance (WFA). Tramite questo acquisto, essa guadagnò i contratti di importanti fighter come Quinton Jackson, Lyoto Machida e Martin Kampmann.
La crescente popolarità dello sport fu testimoniata anche da società di scommesse come BodogLife.com, un sito di scommesse online, che dichiarò che nel luglio 2007 l'UFC sorpassò per la prima volte la boxe nel volume delle scommesse. Infatti l'UFC aveva quasi superato il record di vendite di pay per view di tutti i tempi, generando un ricavo di 226.766.000 dollari nel 2006, superando sia la WWE che la boxe.
L'UFC continuò la sua rapida crescita con Roger Huerta in mostra nella copertina di Sports Illustrated e Chuck Liddell in quella di ESPN The Magazine nel maggio 2007.
I programmi della federazione sono ora mostrati in 130 paesi nel mondo e l'UFC continua a pianificare di espandersi internazionalmente, mandando in onda show regolarmente in Canada e Regno Unito, con un ufficio stabilito in Gran Bretagna con l'obiettivo di espandere il pubblico europeo. L'UFC ha tenuto eventi in Germania, Australia, Brasile, Giappone e Emirati Arabi Uniti, mentre Afghanistan, Cina, Messico e Filippine sono candidati per eventi futuri.
Nell'agosto 2011, UFC e Fox annunciarono un accordo pluriennale per i diritti multimediali e lo sviluppo di quattro eventi dal vivo in prima serata o tarda notte da trasmesse ogni anno dalla Fox Broadcasting Company. Il primo di questi eventi in diretta si tenne il 12 novembre 2011, venendo chiamato UFC on FOX 1 e vide Junior dos Santos mandare KO l'imbattuto UFC Heavyweight Champion Cain Velasquez e vincere il titolo dei pesi massimi in quello che è considerato il match più pubblicizzato della storia della federazione (insieme a
Cain Velasquez contro Brock Lesnar a UFC 121). Altri programmi da mandare in onda sui diversi canali Fox verranno lanciati nel gennaio 2012 includendo combattimenti in diretta, programmi pre e post show, conti alla rovescia degli eventi, UFC Unleashed, UFC Primetime, la serie UFC Knockout, il meglio del Pride e molti materiali originali provenienti dai vasti archivi Zuffa. Nella primavera 2012 The Ultimate Fighter si trasferirà su FX, il network di intrattenimento generale di Fox.

### Acquisizione del Pride e integrazione

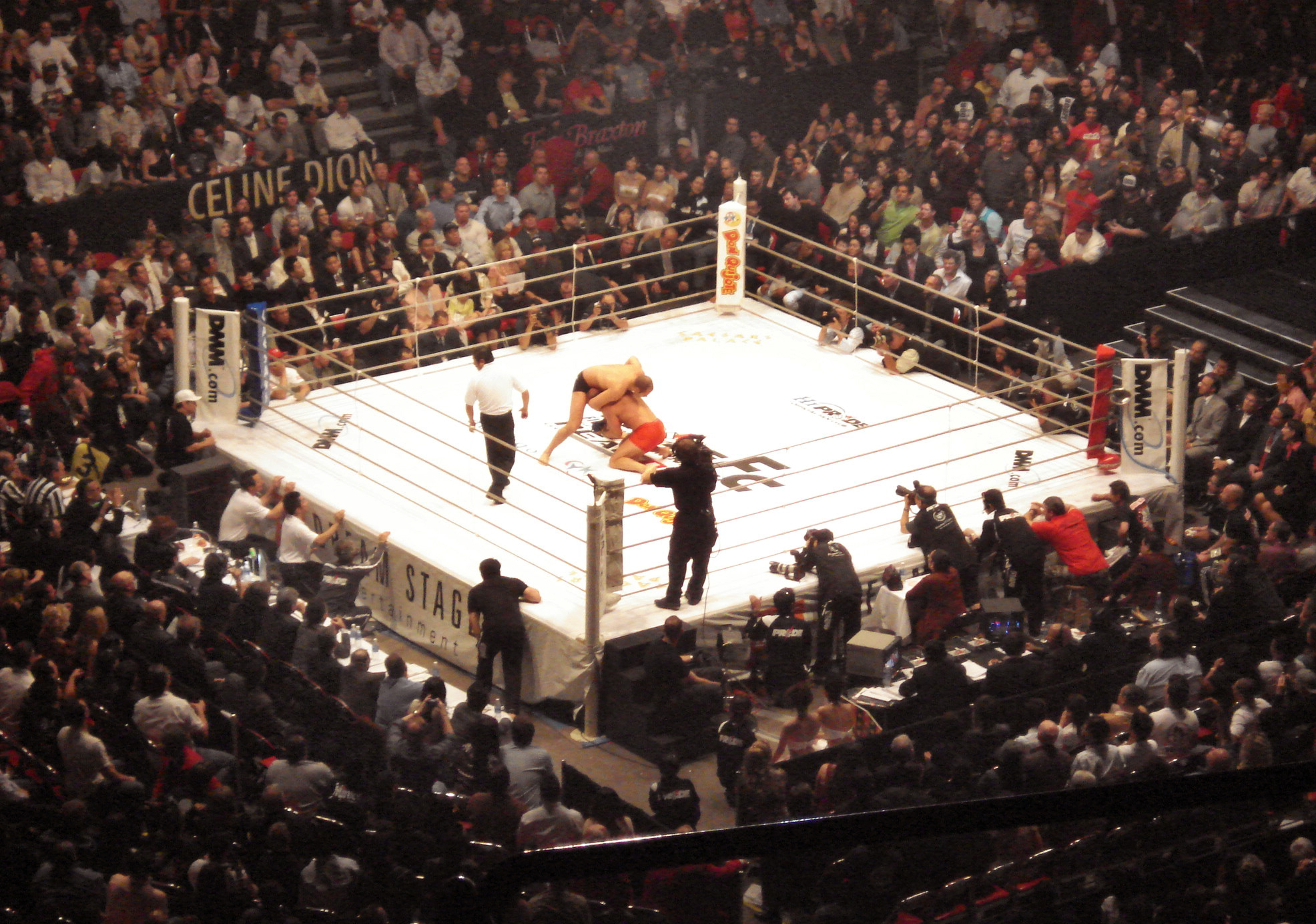
Un combattimento tra Fedor Emelianenko e Mark Coleman nella federazione giapponese del Pride

Il 27 marzo 2007, l'UFC e la sua rivale giapponese, il Pride Fighting Championships, annunciarono un accordo in cui i proprietari di maggioranza dell'UFC, Frank e Lorenzo Fertitta, acquistarono il marchio PRIDE.
L'acquisizione del Pride fu percepita dagli addetti ai lavori dell'UFC come uno spartiacque per le arti marziali miste. "Questo cambierà davvero il volto delle MMA" dichiarò Lorenzo Fertitta. "Stiamo letteralmente creando uno sport che potrebbe diventare grande nel mondo quanto il football. Vorrei creare qualcosa di simile a quando NFC e AFC si unirono per creare l'NFL."
Le intenzioni iniziali erano di tenere entrambe le organizzazioni separate ma allinearle co-promuovendo eventi comprendenti i campioni e i top contender di entrambe le organizzazioni. Ad ogni modo, Dana White, dopo l'acquisto del Pride, sentì che il modello Pride non era sostenibile e l'organizzazione trasferì molti lottatori della federazione giapponese nel roster dell'UFC tra cui "Minotauro" Nogueira, "Shogun" Rua, Dan Henderson, Mirko "Cro Cop" Filipović e Wanderlei Silva. Il 4 ottobre 2007, Pride Worldwide chiuse il suo ufficio giapponese, licenziando 20 persone che lavoravano lì sin dalla chiusura della sua compagnia controllante, la Dream Stage Entertainment (DSE).
Nel 2008 l'UFC annunciò l'accordo con due nuovi major sponsor, Harley-Davidson e Anheuser-Busch InBev, rendendo la birra Bud Light la birra ufficiale ed esclusiva dell'UFC.
Il 18 giugno 2008, Lorenzo Fertitta assecondò la crescita dell'UFC annunciando le sue dimissioni dagli Station Casinò per dedicare tutte le proprie energia nello sviluppo internazionale di Zuffa e in particolare dell'UFC. Questa mossa si rivelò azzeccata, in quanto Fertitta aiutò a concludere accordi tv con Cina, Francia, Messico e Germania e aprendo nuovi mercati alternativi per un nuovo videogame e action figures dell'UFC, tra gli altri progetti.
I combattenti messi in mostra durante l'era post-Pride dall'UFC includono Anderson Silva, Jon Fitch, Lyoto Machida, Cain Velasquez e Jon Jones, tra gli altri.

### UFC 100
La popolarità della federazione toccò una nuova vetta nel 2009 con UFC 100 e 10 eventi che lo precedettero, in particolare UFC 90, 91, 92, 94 e 98. UFC 100 fu un successo di massa attirando 1,7 milioni di acquisti, sotto la spinta dell'ex campione di wrestling NCAA e superstar della WWE Brock Lesnar nel suo rematch contro l'ex UFC Heavyweight Champion Frank Mir, la superstar canadese Georges St-Pierre nel suo testa a testa con l'artista del knockout brasiliano Thiago Alves e la leggenda del Pride Dan Henderson contrapposto al peso medio britannico Michael Bisping, dopo che questi erano stati gli allenatori dei team rivali a The Ultimate Fighter: U.S.A. vs U.K.
UFC 100 fu unico nel significato di attirare significativo interesse da parte di ESPN che fornì una vasta copertura dell'evento nei giorni precedenti e seguenti. Infatti, ESPN dedicò in seguito un'addizionale copertura dell'UFC e di altre notizie di arti marziali miste nel debutto televisivo di "MMA Live" su ESPN2 nel maggio 2010.
L'effetto di UFC 100 fu significativamente ridimensionato nella seconda parte del 2009 dopo una catena di infortuni e altri problemi di salute, incluso lo stesso Brock Lesnar, alle prese con la divercolite che lo tenne fuori dall'ottagono diversi mesi, forzando la federazione a modificare in corsa le card di diversi eventi.
Ad ogni modo, il momento venne gradualmente superato nel primo quarto del 2010 dopo le vittorie dei campioni in carica Georges St-Pierre e Anderson Silva e la contemporanea prima sconfitta in carriera di Lyoto Machida contro Shogun Rua per il titolo dei Pesi Mediomassimi UFC. A questi combattimenti seguì uno scontro molto popolare tra gli ex campioni UFC e rivali Rashad Evans e Quinton Jackson, allenatori avversari nella decima stagione di The Ultimate Fighter 10 a UFC 114 che ospitò il primo main event tra atleti afroamericani. L'evento registrò un milione di acquisti in pay per view ed Evans si assicurò la vittoria per decisione unanime.

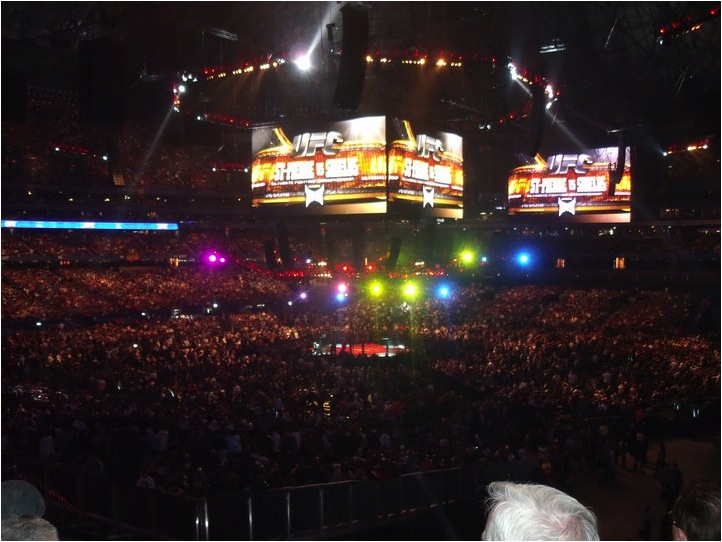
UFC 129 superò nettamente il precedente record nordamericano di presenze.

Questo periodo introdusse l'estate 2010 e UFC 116, dove il rientrante Brock Lesnar difendeva il suo UFC Heavyweight title contro l'imbattuto campione ad interim Shane Carwin, facendo registrare 1,25 milioni di acquisti. Lesnar sopravvisse all'iniziale serie di pugni di Carwin dopo aver la sospensione dell'incontro da parte dell'arbitro Josh Rosenthal. Nel secondo round, Lesnar riuscì a sottomettere Carwin con una arm triangle choke conservando il titolo di campione indiscusso. Questo evento nella sua totalità fu acclamato dai critici nei media per la gran quantità di combattimenti eccitanti che non delusero le attese della vigilia.
A UFC 117, dopo un drammatico quinto round vi fu la vittoria dell'UFC Middleweight Champion Anderson Silva su Chael Sonnen, mentre Lesnar alla fine dovette cedere la sua cintura all'imbattuto Cain Velasquez per TKO al primo round a UFC 121. In questo combattimento fu l'ottavo KO di Velasquez in nove incontri nelle arti marziali miste.
UFC 129 vedeva la presenza di Georges St-Pierre contro Jake Shields al Rogers Centre di Toronto, Ontario, Canada che è attualmente il più grande evento di MMA nella storia del Nord America che coincise con un UFC fan expo di due giorni al Direct Energy Centre. L'evento fece registrare il tutto esaurito vendendo 55.000 biglietti generando un ricavo di 11 milioni di dollari, surclassando il precedente record di presenze per un evento di arti marziali miste nel Nord America.

### Fusione con la WEC
Zuffa, la compagnia controllante dell'UFC, acquistò la World Extreme Cagefighting a fine 2006 e tenne il primo evento WEC sotto la nuova proprietà il 20 gennaio 2007. Poco dopo, la WEC fece del Versus Network la sua casa, con il primo evento che debuttò su Versus nel giugno 2007.
Il 28 ottobre 2010, Zuffa annunciò che la sua promotion minore, la WEC, si sarebbe fusa con l'UFC. La WEC tenne il suo evento finale il 16 dicembre 2010. Come risultato della fusione, l'UFC assorbì le classi di peso dei pesi gallo, pesi piuma e pesi leggeri della WEC e i loro rispettivi fighter. L'UFC fece inoltre degli ultimi campioni della WEC dei pesi piuma e dei pesi gallo, José Aldo e Dominick Cruz rispettivamente, gli inaugurali campioni UFC delle sue nuove divisioni.
Reed Harris, l'uomo che aveva dato vita alla World Extreme Cagefighting con uno dei suoi allenatori alla SLO Kickboxing, Scott Adams, ed era rimasto con la federazione ad ogni suo passo, espresse le sue emozioni riguardo al suo "bambino che iniziava a vivere una vita per conto suo": "È un po' come quando il tuo bambino se ne va al college, inizialmente non sei felice, ma in seguito ci pensi per un po' e sei veramente felice" disse Harris a MMAWeekly.com in un'intervista esclusiva immediatamente dopo l'annuncio. "Alla fine del giorno, non avrei mai immaginato che questa cosa avrebbe potuto arrivare dove siamo ora. Sono estremamente fiero e felice di essere stato coinvolto in qualcosa che ora sarà parte, o potrebbe essere parte, un giorno, della più grande organizzazione sportiva del mondo".

### Acquisto della Strikeforce
Il 21 marzo 2011, il presidente dell'UFC Dana White rivelò su AOL ad Ariel Helwani che Zuffa aveva acquistato la federazione rivale Strikeforce. White spiegò che la Strikeforce avrebbe operato come una promotion indipendente e che l'amministratore delegato della Strikeforce Scott Coker avrebbe continuato a gestire le operazioni di routine.
"Dal momento che continuiamo a crescere e ad espanderci in queste altre nazioni, abbiamo bisogno di più combattimenti" spiegò White nella sua intervista con Helwani. "Affrontiamo i fatti: la Strikeforce è un marchio che ai fan piace."
In modo simile all'acquisizione del Pride, l'acquisto della Strikeforce fece acquistare a Zuffa molti lottatori di primo livello, come i campioni Strikeforce Alistair Overeem, Dan Henderson, Ronaldo Souza, Nick Diaz e Gilbert Melendez, oltre che la divisione femminile comprendente lottatrici di rilievo come Cristiane "Cyborg" Santos, Marloes Coenen e Gina Carano.
Fu inizialmente riportato che i lottatori della Strikeforce sarebbero rimasti nella promotion fino alla fine dei loro contratti. "Una volta che i loro contratti saranno terminati, è un affare tra noi e Scott Coker" disse White nell'intervista con Helwani. Ad ogni modo, Nick Diaz fu il primo campione della Strikeforce a spostarsi nell'UFC dopo aver firmato un accordo per affrontare Georges St. Pierre per il titolo welter a UFC 137, incontro che poi venne rimandato per problemi fisici di GSP a UFC 143. Il suo nuovo contratto gli permetteva di combattere sia nella Strikeforce che nell'UFC ma Diaz rese vacante il suo titolo Strikeforce.
L'UFC seguì gli stessi passi che NFL e NBA fecero per essere accettate dal grande pubblico. La prima assorbì l'AFL nel 1970, mentre la seconda la American Basketball Association (ABA) nel 1976, assicurandosi il posto di organizzazioni regine.

### Partnership con Fox

Fox ospita regolari show del vivo dell'UFC sui suoi network tv.

Il 18 agosto 2011 l'Ultimate Fighting Championship e Fox annunciarono un accordo attraverso la sussidiaria Fox Sports, che mise fine alla partnership dell'UFC con Spike TV e Versus. L'accordo incluse quattro eventi sui principali network Fox, 32 combattimenti in diretta il venerdì notte all'anno sulla loro tv via cavo FX, 24 eventi a seguito del reality show The Ultimate Fighter e sei eventi separati chiamati Fight Night.
Il primo evento trasmesso dopo l'accordo, UFC on Fox: Velasquez vs. Dos Santos, ruppe la formula consolidata mostrando un solo combattimento agli spettatori televisivi. Nel main event, Junior dos Santos spodestò rapidamente il fino ad allora imbattuto campione dei pesi massimi Cain Velasquez, mandandolo KO dopo 64 secondi dall'inizio del primo round. La diretta televisiva registrò un picco di 8,8 milioni di telespettatori sintonizzati sul combattimento e un'audience media di 5,7 milioni di spettatori, diventando nettamente la spettacolo di MMA più visto di tutti i tempi e il combattimento sportivo più visto dal match di pugilato del 2003 su HBO tra Lennox Lewis e Vitaly Klitschko.
Successivamente The Ultimate Fighter cambiò formato andando in onda in diretta il venerdì notte su FX, seguito da una card di combattimenti dal vivo. Molti degli incontri preliminari prima dei pay per view e la programmazione di UFC Unleashed andarono in onda su Fuel TV. Inoltre a partire dal gennaio 2012 iniziò una programmazione aggiuntiva comprendente combattimenti in diretta, programmi pre e post show, conti alla rovescia degli eventi, UFC Unleashed, UFC Primetime, la serie UFC Knockout, il meglio del Pride e cerimonie del peso.
Una delle altre possibilità di programmazione attualmente in onda è un settimanale stile UFC magazine. Quando gli fu chiesto delle potenzialità di un possibile magazine settimanale, l'amministratore delegato Lorenzo Fertitta rispose: "Non solo settimanale ma, potenzialmente, più volte alla settimana avrete lo show dell'UFC magazine".
L'UFC mantenne il suo controllo sulla produzione del proprio prodotto, compreso l'uso del suo team di conduttori, Mike Goldberg e Joe Rogan. Fox Sports s'impegnò nel produrre i pre e post-show.

### Pesi Mosca e divisioni femminili

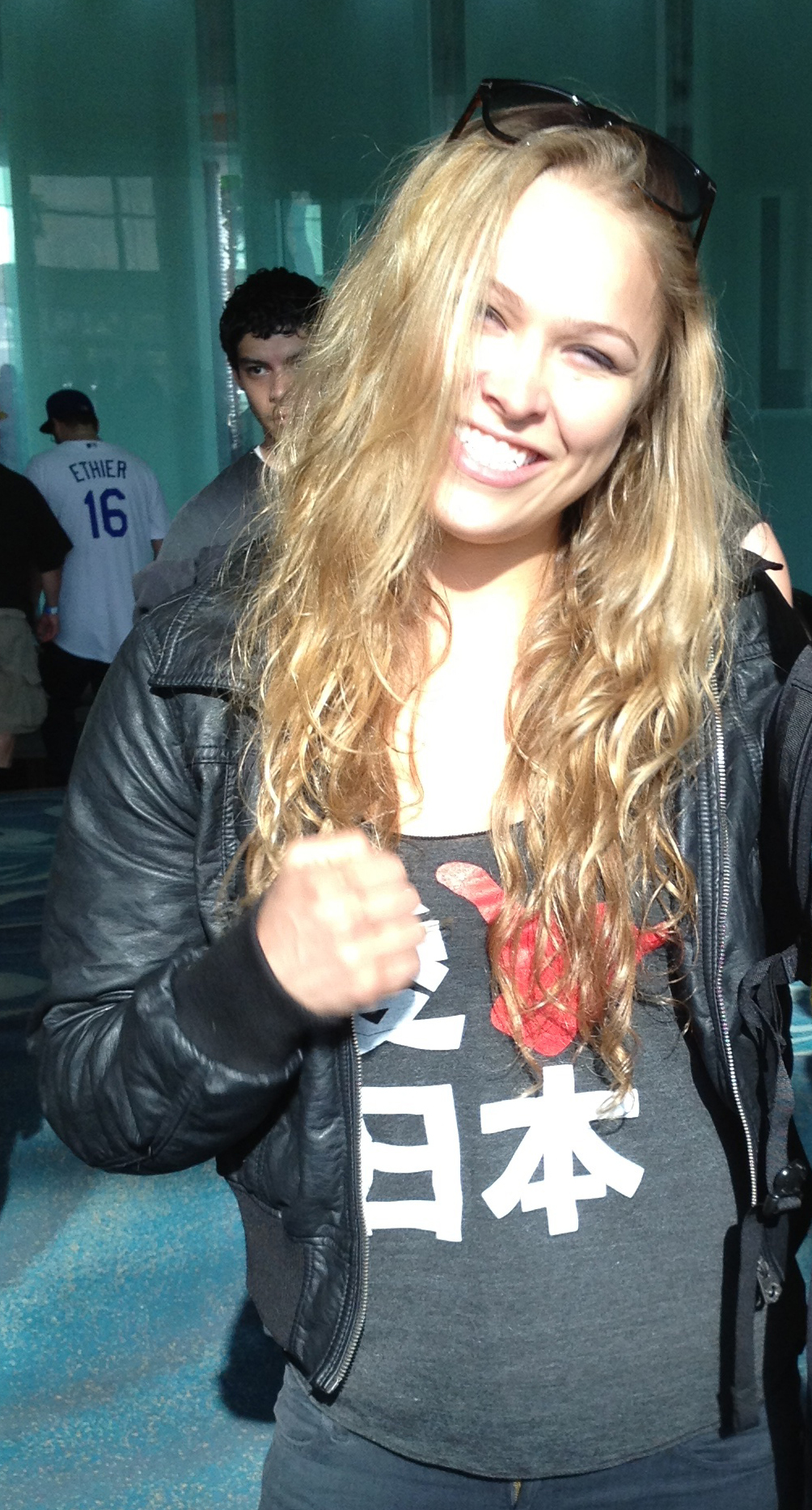
Ronda Rousey è stata la prima lottatrice femmina nella storia della promozione

Il 15 dicembre 2011 la federazione annuncia la nascita di una futura divisione dei pesi mosca (flyweight). Un torneo a 4 inaugurò il primo campione della nuova cintura a partire dal 4 marzo 2012 con l'evento UFC on FX: Alves vs. Kampmann, evento che si tenne a Sydney (Australia). Le due semifinali furono Demetrious Johnson contro Ian McCall e Joseph Benavidez contro Yasuhiro Urushitani.
In finale si affrontarono Demetrious Johnson e Joseph Benavidez nell'evento UFC 152: Jones vs. Belfort del 22 settembre 2012, e Johnson venne incoronato come il primo campione dei pesi mosca UFC.
Nel novembre 2012 l'UFC mise sotto contratto la campionessa dei pesi gallo femminili Strikeforce Ronda Rousey, che divenne così la prima lottatrice femmina della promozione: l'evento rappresentò una retromarcia ideologica da parte del presidente Dana White che fino a quel momento si era fermamente opposto all'introduzione di categorie femminili nell'UFC, concetto che ribadì anche dopo il superfight Strikeforce tra Cristiane Santos e Gina Carano, e che cambiò idea grazie soprattutto alla grande notorietà mediatica che acquisì nell'arco di un solo anno la campionessa Ronda Rousey.
Il 6 dicembre 2012, alla conferenza stampa per l'evento UFC on Fox: Henderson vs. Diaz, Ronda Rousey ricevette ufficialmente la cintura di campionessa dei pesi gallo UFC.
Un anno dopo, nel dicembre 2013, l'UFC annunciò la nascita per il 2014 della divisione dei pesi paglia femminili e mise sotto contratto 11 lottatrici precedentemente impegnate con l'Invicta FC allo scopo di creare una stagione del reality show The Ultimate Fighter per tale categoria di peso, con la vincitrice del torneo che venne premiata campionessa di categoria; il primo incontro di pesi paglia nella storia dell'UFC venne programmato per luglio 2014.

### Definitiva integrazione della Strikeforce
Nel 2012 l'UFC annunciò anche la prossima cessazione della promozione satellite Strikeforce, la quale tenne un ultimo evento il 12 gennaio 2013 e successivamente vide il proprio roster di lottatori venire in buona parte incorporato in quello dell'UFC.
Nel 2013 l'UFC estese il proprio business a quello delle palestre con l'acquisizione della catena di palestre da pugilato LA Boxing, palestre che ben presto esposero il brand della più nota promozione di MMA del mondo.
Sempre ad inizio 2013 l'UFC introdusse i ranking ufficiali per gli atleti sotto contratto con la promozione: erano presenti sia classifiche per ogni classe di peso, sia una classifica pound for pound; inizialmente i ranking erano limitati ai primi 10 lottatori per ogni divisione di peso ma dal 2014 vennero estesi a 15 atleti per ogni categoria.
Inoltre quell'anno venne proposta la prima stagione nella storia del reality show The Ultimate Fighter con un cast di lottatrici femmine.

### Nuove critiche: la credibilità dell'UFC come organizzazione sportiva
Con lo sviluppo seguente al boom mediatico dell'organizzazione stessa l'UFC dovette far fronte a nuove critiche, questa volta provenienti per lo più dai fan e dai giornalisti del settore ma anche da atleti di casa, indirizzate verso alcune scelte effettuate dalla dirigenza che per scopi puramente commerciali cercò di dare un'impronta al proprio prodotto maggiormente orientata verso l'intrattenimento a scapito dello spirito sportivo, richiamando così il modello WWE.
Per il fatto che le organizzazioni di sport da combattimento generalmente non prevedono campionati organizzati su stagioni regolari e gironi e raramente anche su play-off lo sfidante per il titolo viene scelto dall'organizzazione stessa, spesso in base ai risultati ottenuti ma all'UFC venne imputata la colpa di promuovere a contendenti lottatori molto popolari che a detta di molti non meritavano l'occasione di lottare per la cintura perché uscivano da sconfitte o combattevano regolarmente in una divisione di peso differente: fu il caso, tra il 2012 ed il 2013, di Chael Sonnen e Vítor Belfort per il titolo dei pesi mediomassimi, di Nick Diaz per il titolo dei pesi welter, di Frankie Edgar e Anthony Pettis per il titolo dei pesi piuma (anche se alla fine Pettis diede forfait e non prese parte alla sfida), di Miesha Tate per il titolo dei pesi gallo (Tate sostituiva l'infortunata Cat Zingano contro la quale perse).
Un'altra accusa mossa è quella riferita alla disparità di trattamento che l'UFC riserva a diversi atleti alle sue dipendenze, anche in questo caso non basandosi sui risultati nella gabbia ma bensì nella capacità di tali lottatori di attrarre pubblico con il loro stile di combattimento o con la loro personalità, oltre che in base allo stipendio percepito e alla posizione nella propria divisione, facendo risultare come i più a rischio quei lottatori che raramente finalizzano e che ai più risultano noiosi, che sono veterani ben pagati e che sono in grado di sconfiggere buona parte dei propri avversari ad esclusione del campione contro il quale già hanno lottato perdendo: è il caso di Jon Fitch, Yushin Okami e Jake Shields, licenziati tra il 2013 ed il 2014 quando erano ancora tra i primi 10-15 atleti nelle rispettive categorie di peso e subito dopo una singola sconfitta contro un altro lottatore di vertice; in passato vennero trattati allo stesso modo anche altri atleti meno noti ma che non avevano un pessimo record in UFC come Gerald Harris (3 vittorie ed una sconfitta) e Jon Madsen (4 vittorie ed una sconfitta).
In quegli anni l'UFC tornò a fronteggiare anche l'annoso problema dell'utilizzo di doping e terapia sostitutiva con testosterone da parte degli atleti, e il campione e uomo immagine della promozione Georges St-Pierre affermò che proprio la mancanza di azioni decise nei confronti del fenomeno doping fu tra la motivazioni del suo ritiro dall'attività agonistica: nel febbraio 2014 la commissione atletica del Nevada votò all'unisono per vietare l'utilizzo della terapia sostitutiva con testosterone, e alla crociata si unì anche la commissione di MMA del Brasile e quella della California.
Sul finire del 2014 suscitò molte critiche la decisione da parte dell'UFC di mettere sotto contratto il pro wrestler CM Punk, il quale era al suo debutto nelle MMA e non vantava alcun decorato curriculum negli sport da combattimento a contatto pieno.

### UFC Fight Pass
Nel 2013 l'UFC lanciò UFC Fight Pass, ovvero una piattaforma multimediale a pagamento che funziona come archivio dei passati eventi UFC, Pride, WEC, Strikeforce, WFA, EliteXC ed Affliction, nonché fornisce il broadcasting degli incontri preliminari che in precedenza erano gratuiti sul profilo Facebook della compagnia.
Dal giugno 2014 venne annunciato un accordo con la promozione tutta al femminile Invicta FC per lo streaming dei loro eventi su piattaforma UFC Fight Pass; nel 2015 l'UFC fece lo stesso con altre otto promozioni, tra queste anche la storica Pancrase.

### Divise Reebok e azione collettiva
Sul finire del 2014 l'UFC firmò uno storico accordo con il marchio di abbigliamento sportivo Reebok, il quale a partire da luglio 2015 e per la durata di sei anni ottenne l'esclusiva sulle uniformi degli atleti e in generale sulla loro sponsorizzazione anche economica; inoltre Reebok stipulò dei contratti di sponsorizzazione singoli con le star dell'organizzazione Jon Jones e Ronda Rousey.
L'esclusività della sponsorizzazione Reebok causò una fuga da parte di sponsor minori che supportavano diversi atleti UFC, in quanto non avrebbero più potuto esporre il proprio banner durante gli eventi della promozione: non casualmente nello stesso periodo si assistette ad un'azione collettiva nei confronti dell'UFC da parte di lottatori che denunciavano l'abuso da parte della promozione stessa della propria posizione di leader nel mondo delle MMA allo scopo di manipolare il libero mercato, violando di fatto lo Sherman Act; tra gli atleti coinvolti vi furono Jon Fitch, Cung Le, Nate Quarry, Dennis Hallman, Javier Vasquez, Brandon Vera e Pablo Garza.

### Acquisizione della UFC da parte della WME-IMG
A maggio del 2016, la ESPN riportò che la Zuffa LLC fosse in contatto con un'altra compagnia, con l'obbiettivo di vendere la UFC alla cifra di circa 4 miliardi di dollari. Le prime compagnie a farsi avanti furono la Wanda Group, la China media capital e la WME/IMG.
Il 9 luglio del 2016, la UFC venne venduta alla WME/IMG per 4 miliardi di dollari. Tra i finanziatori ci furono la Silver Lake Partners e Kohlberg Kravis Roberts e l'impresa di investimento di Michael Dell, i quali divennero proprietari di minoranza. La maggioranza delle azioni vennero comprate da Ari Emanuel e Pratrick Whitesell. Dana White rimase il presidente della compagnia.

### Fight Island
In seguito alla pandemia di COVID-19, che ha colpito tutto il mondo nei primi mesi del 2020, il presidente Dana White annuncia il suo ambizioso progetto di trasformare l'Isola Yas, negli Emirati Arabi Uniti, in una zona di 10 miglia quadrate dove poter continuare a svolgere i combattimenti in sicurezza e riducendo il rischio di diffusione di coronavirus. Nonostante le intenzioni iniziali il progetto si rivela essere una sorta di bolla situata nell'isola, all'interno della quale sono presenti alloggi, ristoranti, strutture di allenamento e un'arena, il du Forum, in cui far svolgere gli eventi a porte chiuse e in cui ad atleti e staff è consentito l'accesso solo dopo accurati controlli. Il primo dei nove eventi a svolgersi a Fight Island, il 12 luglio 2020, è UFC 251: Usman vs. Masvidal. Il 16 luglio 2021, in occasione dell'evento UFC on ABC: Holloway vs. Kattar e della riapertura al pubblico per le manifestazioni sportive, la UFC si trasferisce nella più capiente Etihad Arena (18000 posti), di nuova costruzione e situata nella medesima isola. A Fight Island fa il suo debutto come Giudice il Dirigente della Federazione Italiana Vito Paolillo, primo italiano della storia a ricoprire questo ruolo nella UFC.

### Accordo con Venum per materiale tecnico
Alla conclusione della partnership tra la UFC e la Reebok, durata sei anni, inizia la nuova era della Venum, una società che produce abbigliamento e attrezzature per sport da combattimento dal 2005. Il 6 aprile 2021 le due società rivelano nuove divise, kit da combattimento ed equipaggiamento che i combattenti e gli angoli indosseranno a partire da UFC on ABC: Vettori vs. Holland. È inoltre cambiato, grazie a questo nuovo accordo, il livello dei pagamenti della promozione, determinato stavolta dall’esperienza degli atleti sull’ottagono. Complessivamente la nuova partnership garantisce ai combattenti un leggero aumento rispetto all’accordo con Reebok (ad esempio i campioni in carica vedranno un aumento da $ 40.000 a $ 42.000 per la difesa titolata).

### TKO: La fusione tra UFC e WWE
Il 12 settembre 2023 nasce ufficialmente TKO Holding Group Inc., azienda quotata in borsa originata dalla fusione di World Wrestling Entertainment (WWE) e Ultimate Fighting Championship (UFC) sotto il controllo del gruppo Endeavor, con Ari Emanuel nel ruolo di amministratore delegato. Gli azionisti della WWE (valutata complessivamente 9,3 miliardi di dollari) deterranno una partecipazione del 49% nella nuova società, con Vince McMahon in qualità di presidente esecutivo presso TKO Group Holdings, il restante 51% viene venduto a Endeavor, gruppo che già controllava UFC (valutata invece 12,1 miliardi di dollari). Dana White continua a ricoprire il ruolo di presidente dell'UFC, come in precedenza, mentre Nick Khan come presidente della WWE. Il consiglio di amministrazione sarà composto da undici componenti, sei nominati da Endeavor e cinque dalla WWE.

## Regole

### Round
I match della UFC sono composti da tre o cinque round della durata di cinque minuti ciascuno: gli incontri per il titolo e i "main events" hanno una durata di cinque riprese, tutti gli altri si concludono al termine della terza.

### Gabbia
Gli incontri della UFC si tengono in una gabbia di forma ottagonale (chiamata per l'appunto "The Octagon", l'ottagono) limitata da pareti reticolari metalliche alte 2 iarde (1,8 m). Ha un diametro di 10 iarde (9,1 m) e diverse imbottiture proteggono i lottatori dalle parti più rigide o taglienti della struttura. Originariamente la UFC proibiva l'utilizzo di strutture simili da parte di altre organizzazioni, ma nel 2001 Zuffa aprì l'uso dell'ottagono alle altre promotion per unificare le regole dello sport.

### Esito dell'incontro
Un incontro può terminare per:
- Sottomissione: un lottatore si arrende battendo ripetutamente la mano sul tappeto, sul corpo del suo avversario o comunicandolo verbalmente, inducendo così l'arbitro ad interrompere l'incontro. L'arbitro ha la facoltà di interrompere l'incontro se il lottatore perde conoscenza.
- Knockout (KO): a seguito di un colpo, uno dei due lottatori perde conoscenza.
- KO tecnico (TKO): L'arbitro interrompe l'incontro quando si rende conto che uno dei due lottatori non può continuare, solitamente perché non è più in grado di difendersi in maniera intelligente o se si muove a malapena. Viene classificata come KO tecnico anche l'interruzione sotto consiglio del medico, che ritiene pericoloso per uno dei due lottatori la prosecuzione dell'incontro.
- Squalifica: un lottatore esegue intenzionalmente una manovra o una mossa proibita dal regolamento.
- No contest: il match viene interrotto a causa di una mossa non regolamentare eseguita in modo non intenzionale che impedisce all'altro contendente di continuare l'incontro (ad esempio un colpo basso involontario, un calcio involontario all'inguine eccetera).
- Causa di forza maggiore
- Decisione dei giudici: terminato il tempo massimo un match può finire per:

1. Decisione unanime: tutti e tre i giudici assegnano la vittoria ad un lottatore;
2. Decisione non unanime: due giudici assegnano la vittoria ad un lottatore, il terzo giudice all'altro;
3. Decisione maggioritaria: due giudici assegnano la vittoria ad un lottatore, il terzo dichiara il pareggio;
4. Pareggio unanime: tutti e tre i giudici dichiarano il pareggio;
5. Pareggio non unanime: due giudici dichiarano il pareggio, il terzo assegna la vittoria a uno dei due lottatori.

Al termine di un incontro è possibile che uno o entrambi i lottatori ricevano un bonus (generalmente di 50.000 dollari) quali vincitori del premio per il miglior KO, sottomissione, performance o combattimento della serata (solo l'ultimo è per entrambi).

### Comportamenti scorretti
Le seguenti mosse, manovre o atti sono classificati come non regolamentari dal regolamento unificato delle MMA:
1. Mordere
2. Mettere le dita negli occhi
3. Portare colpi nella zona inguinale
4. Fare mosse ai danni delle dita dei piedi o delle mani
5. Mettere le dita nell'ombelico
6. Mettere le dita nel naso o in qualsiasi altro orifizio del corpo umano
7. Colpire alla gola o alla zona della trachea in ogni modo
8. Pizzicare o torcere i capezzoli
9. Fare prese alla clavicola
10. Portare calci verso un rene
11. Eseguire una Tombstone Piledriver
12. Gettare l'avversario fuori dall'ottagono
13. Trattenere per i pantaloncini
14. Sputare verso l'arbitro o l'avversario
15. Aggrapparsi alla recinzione
16. Attaccare l'avversario in momenti in cui il match è in pausa
17. Disobbedire agli ordini arbitrali
18. Fingere un infortunio
19. Colpire con una testata
20. Colpire la spina dorsale o il retro del collo
21. Calciare la testa dell'avversario quando questi è a terra
22. Colpire con una ginocchiata la testa dell'avversario quando questi è a terra
23. Pestare una parte del corpo dell'avversario quando questi è a terra

## Record
- Campione più giovane: Jon Jones (23 anni e 242 giorni)
- Campione più anziano: Randy Couture (45 anni e 146 giorni)
- Campione con il regno più lungo: Anderson Silva (2457 giorni) (6 anni, 8 mesi, 22 giorni)
- Maggior numero di titoli: Randy Couture (5)
- Maggior numero di incontri: Jim Miller (38)
- Maggior numero di vittorie: Jim Miller (24)
- Maggior numero di finalizzazioni: Charles Oliveira (18)
- Maggior numero di vittorie per KO: Derrick Lewis (13)
- Maggior numero di vittorie per sottomissione: Charles Oliveira (15)
- Maggior numero di vittorie per decisione: Georges St-Pierre (12)
- Maggior numero di vittorie in incontri per un titolo: Jon Jones (15)
- Maggior numero di incontri per un titolo: Jon Jones (16)
- Maggior numero di difese consecutive di un titolo: Demetrious Johnson (11)
- Maggior numero di vittorie consecutive: Anderson Silva (16)
- Maggior numero di premi post-combattimento: Donald Cerrone (18)
- Maggior numero di premi Performance of the Night: Charles Oliveira (9)
- Maggior numero di premi KO of the Night: Anderson Silva (7)
- Maggior numero di premi Submission of the Night: Joe Lauzon (6)
- Maggior numero di premi Fight of the Night: Nate Diaz, Frankie Edgar, Edson Barboza (8)
- Tempo trascorso sul ring: Frankie Edgar (6:02:51)
- Minor tempo sul ring: Drew McFredies (2:20)
- Maggior numero di atterramenti in un solo combattimento: Khabib Nurmagomedov (21 su 27 tentativi)
- Più veloce vittoria per KO: Jorge Masvidal (5 secondi)
- Più veloce vittoria per sottomissione: Oleg Taktarov (9 secondi)
- Più veloce vittoria per KO in un incontro per un titolo: Conor McGregor (13 secondi)
- Più veloce vittoria per sottomissione in un incontro per un titolo: Ronda Rousey (14 secondi)

## Albo d'oro

### Divisione maschile
- Campioni dei Pesi Massimi
- Campioni dei Pesi Mediomassimi
- Campioni dei Pesi Medi
- Campioni dei Pesi Welter
- Campioni dei Pesi Leggeri
- Campioni dei Pesi Piuma
- Campioni dei Pesi Gallo
- Campioni dei Pesi Mosca

### Divisione femminile
- Campionesse dei Pesi Piuma
- Campionesse dei Pesi Gallo
- Campionesse dei pesi Mosca
- Campionesse dei Pesi Paglia

## UFC Hall of Fame
In ordine di introduzione, tra parentesi evento nel corso del quale sono stati introdotti
Sezione "Pionieri"
- Royce Gracie (UFC 45)
- Ken Shamrock (UFC 45)
- Dan Severn (UFC 52)
- Randy Couture (The Ultimate Fighter 3 Finale)
- Mark Coleman (UFC 82)
- Chuck Liddell (UFC 100)
- Matt Hughes (UFC 114)
- Tito Ortiz (UFC 148)
- Pat Miletich (UFC 175)
- Bas Rutten (UFC 189)
- Antônio Rodrigo Nogueira (UFC Fan Expo 2016)
- Don Frye (UFC Fan Expo 2016)
- Maurice Smith (UFC Fan Expo 2017)
- Kazushi Sakuraba (UFC Fan Expo 2017)
- Matt Serra (UFC Hall of Fame Ceremony 2018)
- Rich Franklin (UFC Hall of Fame Ceremony 2019)
- Kevin Randleman (UFC Hall of Fame Ceremony 2020)
- José Aldo

(UFC Hall of Fame Ceremony 2023)
Sezione "Era moderna"
- Forrest Griffin (UFC 162)
- B.J. Penn (UFC 189)
- Urijah Faber (UFC Fan Expo 2017)
- Ronda Rousey (UFC Hall of Fame Ceremony 2018)
- Michael Bisping (UFC Hall of Fame Ceremony 2019)
- Rashad Evans (UFC Hall of Fame Ceremony 2019)
- Georges St-Pierre (UFC Hall of Fame Ceremony 2020)
- Khabib Nurmagomedov (UFC Hall of Fame Ceremony 2022)

Sezione "Contributori"
- Charles Lewis Jr. (UFC 100) - Fondatore della linea di abbigliamento "Tapout"
- Jeff Blatnick (UFC 189) - Commentatore e dirigente
- Bob Meyrowitz (UFC Fan Expo 2016) - Co-creatore della UFC e proprietario fino alla cessione al gruppo Zuffa
- Joe Silva (UFC Fan Expo 2017) - Matchmaker
- Bruce Connal (UFC Fan Expo 2018) - Produttore televisivo della UFC dal 1997 al 2018
- Art Davie (UFC Fan Expo 2018) - Co-creatore della UFC e primo matchmaker

Sezione "Incontri"
- The Ultimate Fighter I Finale: Forrest Griffin vs. Stephan Bonnar (UFC 62)
- Matt Hughes vs. Frank Trigg II (UFC 189) - tenutosi a UFC 52
- Mark Coleman vs. Pete Williams (UFC Fan Expo 2016) - tenutosi a UFC 17
- Mauricio Rua vs. Dan Henderson I (UFC Hall of Fame Ceremony 2018) - tenutosi a UFC 139
- Diego Sanchez vs. Clay Guida (UFC Hall of Fame Ceremony 2020) - tenutosi a The Ultimate Fighter 9 Finale
- Jon Jones vs. Alexander Gustaffson (UFC Hall of Fame Ceremony 2020) - tenutosi a UFC 165

## Promozioni acquisite e collaborazioni
Con l'aumento del volume del suo business l'UFC nel tempo arrivò ad acquisire svariate promozioni rivali con il risultato di eliminare un diretto concorrente, ottenere un nuovo mercato territoriale oppure assimilare nuove categorie di peso: tra queste la più clamorosa acquisizione fu quella dell'organizzazione giapponese Pride.
Molto più tardi l'UFC avviò anche delle collaborazioni con promozioni relative ad altri sport da combattimento come l'organizzazione di muay thai Lion Fight, ed iniziò a condividere la propria piattaforma di streaming UFC Fight Pass con altre promozioni.
Dal 2013 l'UFC supporta, anche finanziariamente, l'IMMAF(la Federazione Internazionale delle MMA dilettantistiche) che in Italia è rappresentata dalla FIGMMA.
Dal 2014 l'UFC iniziò ad acquisire le librerie di incontri di altre organizzazioni per integrarle nella propria piattaforma a pagamento UFC Fight Pass.
Organizzazioni acquisite
- WFA (2006)
- Pride (2007)
- WEC (2010)
- Strikeforce (2013)

Collaborazioni
- IMMAF (2013)
- Lion Fight (2014)
- Vale Tudo Japan (2014)
- Hook’n’Shoot (2015)

Eventi presenti sulla libreria digitale proprietaria UFC Fight Pass
- Pride
- WEC
- WFA
- EliteXC
- Strikeforce
- Affliction
- Invicta FC (2014)
- Pancrase (2015)
- HOOKnSHOOT (2015)
- TKO (2015)
- XFO (2015)
- Cage Rage (2015)
- UCMMA (2015)
- Extreme Challenge (2015)
- King of the Cage (2015)
- IMMAF (2015)
- Cage Warriors (dal 2015)

## Paesi ospitanti
Con il tempo l'UFC sviluppò un progetto di espansione a livello globale della promozione, organizzando il primo evento lontano dagli Stati Uniti già nel 1996 con UFC 8: David vs. Goliath ospitato a Porto Rico.
I paesi che finora hanno ospitato eventi UFC sono:
- Stati Uniti
- Porto Rico (dal 1996)
- Giappone (dal 1997)
- Brasile (dal 1998)
- Regno Unito
  -  Inghilterra (dal 2002)
  -  Irlanda del Nord (dal 2007)
  -  Scozia (dal 2015)
- Canada (dal 2008)
- Irlanda (dal 2009)
- Germania (dal 2009)
- Australia (dal 2010)
- Emirati Arabi Uniti (dal 2010)
- Svezia (dal 2012)
- Macao (dal 2012)
- Singapore (dal 2014)
- Nuova Zelanda (dal 2014)
- Messico (dal 2014)
- Polonia (dal 2015)
- Filippine (dal 2015)
- Corea del Sud (dal 2015)
- Croazia (nel 2016)
- Paesi Bassi (dal 2016)
- Cile (dal 2018)
- Francia (dal 2022)
- India (dal ?)[79]
- Spagna (dal ?)[80]